# Социал-демократическая партия Хорватии

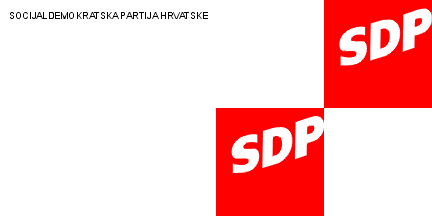
Старый флаг Социал-демократической партии Хорватии (2005-2010)

Социал-демократическая партия Хорватии (хорв. Socijaldemokratska partija Hrvatske, SDPH) — самая большая в Хорватии левоцентристская партия. Старший партнёр в коалиции Кукурику. В ходе выборов 2011 года СДП завоевала 61 из 151 мест в парламенте Хорватии, что сделало её крупнейшей партией в парламенте.

## История

### Первая половина1990-х годов

#### Социал-демократы Рачана
В январе 1990 года на 14-м съезде Союза коммунистов Югославии произошёл конфликт по вопросу о реорганизации Социалистической Федеративной Республики Югославии. Хорватские и словенские коммунисты, не сумев договориться с сербской делегацией во главе со Слободаном Милошевичем, покинули съезд, а затем и партию.
В феврале 1990 года хорватский парламент принял поправки к конституции, разрешавшие многопартийность. В том же месяце Союз коммунистов Хорватии сменил название на «Союз коммунистов Хорватии — Партия демократических реформ» (хорв. Savez komunista Hrvatske—Stránka demokratskih promjena или SKH—SDP). На выборах 1990 года партия получила 26 % голосов и 107 мест из 351, уступив только Хорватскому демократическому содружеству и став крупнейшей оппозиционной силой в стране.
3 ноября 1990 года по настоянию социал-демократической фракции во главе с Ивицей Рачаном из названия партии было удалено упоминание Союза коммунистов Хорватии. Этот день стал считаться днём создания новой партии.
В августе 1992 года на первых выборах проводимых в соответствии с новой Конституцией Хорватии, партия провалилась, получив всего 5,52 % голосов избирателей и в общей сложности 11 мест в 138-местном парламенте. В 1993 году партия в последний раз переименовалась, став называться Социал-демократической.
В начале 1994 года группа видных членов партии, включая Ивана Сибера, Степана Иванишевича, Иво Друзича, Ивана Матия и Иво Йосиповича вышли из партии из-за разногласий с партийным руководством.

#### Социал-демократы Вуича
В 1990 году группа известных интеллектуалов, в том числе Антун Вуич и Мирослав Туджман основали Социал-демократическую партию Хорватии (хорв. Socijaldemokratska stránka Hrvatske, SDSH), заявив, что продолжат традицию исторической Социал-демократической партии Хорватии и Славонии, созданной в 1894 году. Как и большинство партий, созданных в то время, она была против коммунистического правительства и за независимость Хорватии от Югославии, но при этом была одной из немногих, выбравших левую ориентацию.
На первых парламентских выборах в 1990 году социал-демократы участвовали в составе центристской «Коалиции народного согласия», выиграв лишь несколько мест. Однако их позиция была достаточно сильна, чтобы получить места в правительстве национального единства Франьо Грегурича, которое было у власти с июля 1991 по август 1992 года. Однако её два министра перешли в Хорватское демократическое содружество вскоре после их назначения.
В 1992—1993 годах социал-демократы Вуича и партия Рачана были вовлечены в ожесточённый спор за право называться Социал-демократической партией Хорватии. Проиграв спор партии Вуича пришлось переименоваться в Социал-демократы Хорватии (хорв. Socijaldemokrati Hrvatske, SDH). Выборы 1992 года показали, что партия Рачана гораздо сильнее, чем партия Вуича, которая не смогла получить мест в парламенте. При этом сам Антун Вуич занял последнее место в президентской гонке 1992, получив всего 0,7 % голосов. В конечном итоге это привело к сближению обеих социал-демократических партий и к их объединению в апреле 1994 года.

### Вторая половина 1990-х
На выборах 1995 года объединённая СДП набрала 8,93 % голосов избирателей, получив 10 мест в парламенте и став четвёртой партией страны после ХДС, Хорватской крестьянской партии (ХКП) и Хорватской социал-либеральной (СЛП).
В августе 1998 года социал-демократы создали коалицию с социал-либеральной партией для совместного участия в парламентских выборах в январе 2000 года.

### Первый приход к власти
3 января 2000 года коалиция СДП и СЛП выиграли выборы, получив 38,7 % голосов и 71 место из 151. Благодаря этому социал-демократы и социал-либералы смогли прийти к власти, сформировав коалиционное правительство, в состав которого также вошли Крестьянская партия, либералы, Хорватская народная партия и Демократическая ассамблея Истрии. Премьер-министром стал Рачан, как лидер самой сильной партии. Работа нового правительства сопровождалась постоянными разногласиями среди членов коалиции по различным вопросам.
В июне 2001 года Демократическая ассамблея Истрии вышла из коалиционного правительства, из-за разногласий с другими партиями правящей коалиции по вопросам управления Истрией. В июле того же 2001 года лидер СЛП Дражен Будиса выступил против решения правительства Рачана выдать группу генералов хорватской армии Международному трибуналу по бывшей Югославии, что поставило социал-либералов на грань раскола. В начале июля 2002 года СЛП отказалась поддержать соглашение о совместным контролем над АЭС Кршко, заключённое со Словенией. После этого Рачан официально подал в отставку и коалиция окончательно распалась.
В конце июля 2002 года Рачан сформировал новое коалиционное правительство, в которое кроме социал-демократов вошли представители Крестьянской, Либеральной и Народной партий, а также небольшой Партии либеральных демократов, отколовшейся от СЛП. Этот кабинет министров оставался у власти до следующих выборов в ноябре 2003 года.
Победа леволиберальной коалиции на выборах в январе 2000 года и поражение правящей ХДС рассматривалось многими как поворотный момент в истории Хорватии. Это был первый переход власти в молодой демократии после десятилетия правления авторитарного националиста Франьо Туджмана. Рачан сумел сформировать прозападное правительство, подписав предварительное соглашение с Европейским союзом, которая проложило путь для официального открытия переговоров о членстве в октябре 2006 года. В то же время многопартийное коалиционное правительство не смогло справиться с растущими социальными проблемами, безработицей и экономическими трудностями. Рачан изо всех сил пытался содержать межпартийные конфликты в рамках коалиции, в результате подвергаясь обвинениям как Запада за медлительность в выдаче подозреваемых в военных преступлениях, так и тех хорватских политиков, которые категорически были против экстрадиции.

### В оппозиции
На выборах 2003 года СДП, выступавшее в рамках коалиции с Демократической ассамблеей Истрии, либеральными демократами и либералами, потерпела поражение от консервативной ХДС и вернулась в оппозицию. Всего члены коалиции получили в парламенте 43 места из 151 (34 из которых досталось социал-демократам).. На президентских выборах 2005 года СДП поддержало независимого кандидата Стипе Месича, которому удалось добиться переизбрания подавляющим большинством голосов на втором туре.
30 апреля 2007 года из-за рака почки скончался основатель и многолетний лидер СДП Ивица Рачан. Внеочередной партийный съезд избрал новым лидером Зорана Милановича, опередившего во втором туре партийных выборов действующего председателя СДП, бывшего министра обороны Жельку Антуновича. Другими видными кандидатами на пост главы СДП были мэр Загреба Милан Бандич и бывший министр иностранных дел Тонино Пицула.
В июле 2007 года социал-демократы решили в случае своей победы на выборах выдвинуть кандидатом на пост премьер-министра беспартийного экономиста Любо Юрчича, чью экономическую программу СДП представила избирателям на парламентских выборах в ноябре. На выборах 25 ноября социал-демократы получили 56 мест из 153 и стали вторыми после ХДС. Поражение СДП потерпела во многом из-за того, что не принимала участия в избирательном округе диаспоры.
На местных выборах в июне 2009 года партии не удалось добиться значительных сдвигов на уровне жупаний, но всё-таки смогла победить в крупных городах, что во многом было связано с тем, что мэров и жупанов стали избирать непосредственно, а не по партийным спискам. СДП удалось победить на выборах мэров в ряде традиционно правоцентристских прибрежных городах, таких как Дубровник, Шибеник и Трогир, а также в Вуковаре, который считался оплотом ХДС со времён окончания гражданской войны. Социал-демократы смогли сохранить контроль над наиболее экономически мощными регионами страны, включая столицу Загреб и город Риека, а также они победили в Истрии в коалиции с местной Демократической ассамблеей.
В преддверии президентских выборов 2009—2010 годов СДП впервые в своей истории провела первичные выборы. На них политик и композитор Иво Йосипович победил экономиста Любо Юрчича, получив около двух третей голосов. 10 января 2010 года Йосипович во втором туре уверенно переиграл независимого кандидата Милана Бандича, получив больше 60 % голосов.

### Возвращение к власти

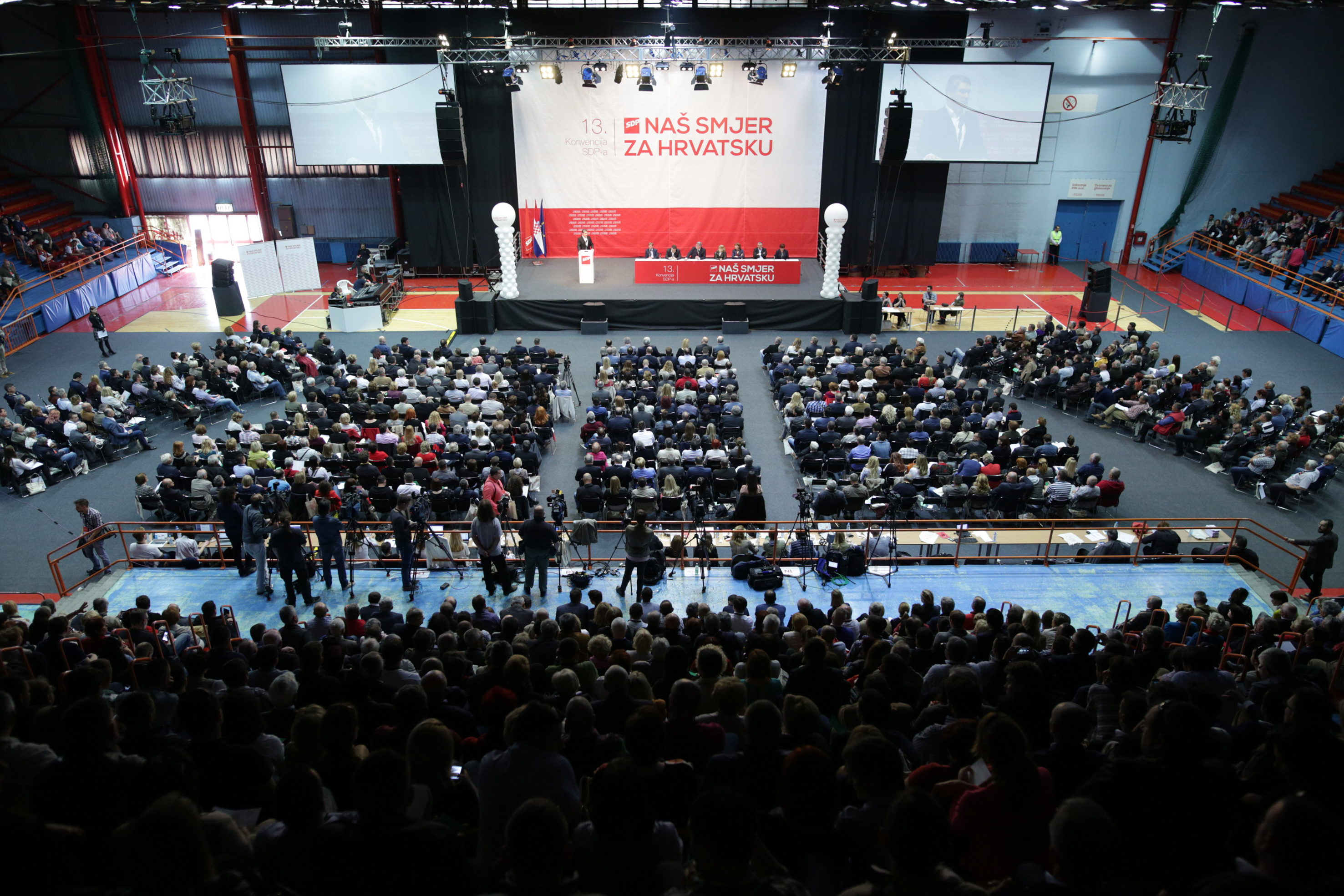
XIII съезд СДПХ (2016)

В 2010 году СДП сформировала левоцентристскую коалицию, первоначально названную Союз за перемены (хорв. Savez za promjene). Позже название сменили на Коалиция Кукурику (хорв. Kukuriku koalicija), по имени ресторана «Кукареку» (хорв. Kukuriku), в котором проходили переговоры о создании коалиции. В состав коалиции помимо социал-демократов вошли Хорватская народная партия — Либеральные демократы, Демократическая ассамблея Истрии и Хорватская партия пенсионеров. 15 сентября 2011 года коалиция представила в Загребе свою предвыборную программу «План 21».
4 декабря 2011 года состоялись очередные выборы в парламент Хорватии. На них коалиция «Кукурику» одержала победу, получив 40 % голосов и 80 мест из 151, в том числе социал-демократам досталось 63 места. После победы СДП удалось сформировать коалиционное правительство со своими партнёрами по коалиции и представителями национальных меньшинств. 23 декабря 2011 года новым премьер-министром Хорватии был избран Зоран Миланович.

## Структура и руководство
СДП с момента создания партии в 1990 году и до своей смерти в 2007 возглавлял Ивица Рачан. 2 июня 2007 года президентом партии был избран Зоран Миланович, который и поныне остаётся лидером социал-демократов. Помимо президента и двух вице-президентов (в настоящее время ими являются депутаты Златко Комадина и Миланка Опачич), основными руководящими органами являются Команда президента (состоит из шести старших членов) и Комитет по надзору.
Как и другие партии СДП имеет свои отделения на уровне жупаний, городов и общин. Также работают три тематические группы — Молодёжный форум (хорв. Forum mladih), Форум женщин (хорв. Socijaldemokratski forum žena) и Форум пожилых (хорв. Socijaldemokratski forum seniora).

## Участие в выборах

### Парламентские выборы
Ниже приводится краткое изложение результатов СДП на выборах в хорватский парламент. Графы «Всего голосов» и «Процент» включают голоса набранные предвыборными коалициями с участием СДП, колонка «Всего мест» включает в себя сумму мест полученных социал-демократами и представителями этнических меньшинств, связанных с партией.
| Выборы       | Коалиция                                                                          | Всего голосов | Процент | Всего мест | Изменения |
| ------------ | --------------------------------------------------------------------------------- | ------------- | ------- | ---------- | --------- |
| Август 1992  | Самостоятельно                                                                    | 145 419       | 5,52    | 11 / 138   |           |
| Октябрь 1995 | Самостоятельно                                                                    | 215 839       | 8,93    | 10 / 127   | -1        |
| Январь 2000  | Хорватская социально-либеральная партия                                           | 1 138 318     | 38,70   | 43 / 151   | +33       |
| Ноябрь 2003  | Демократическая ассамблея Истрии Партия либеральных демократов Либеральная партия | 560 593       | 22,60   | 34 / 151   | -9        |
| Ноябрь 2007  | Самостоятельно                                                                    | 775 690       | 31,20   | 56 / 153   | +22       |
| Декабрь 2011 | Кукурику                                                                          | 958 312       | 40,00   | 60 / 151   | +4        |

### Президентские выборы
Ниже приведён список кандидатов в президенты, которые либо баллотировались от СДП или при её поддержке.
- 1997 — Здравко Томак (социал-демократ) (2-е место, набрав в первом туре 21,03 % голосов)
- 2000 — Дражен Будиса (социал-либерал) (в первом туре — 27,71 % голосов, 2-е место; второй тур — 43,99 % голосов, 2-е место)
- 2005 — Степан Месич (независимый) (победил в первом туре, набрав 65,93 % голосов)
- 2009-10 — Иво Йосипович (социал-демократ) (первый тур — 32,42 % голосов, 1-е место; второй тур — 60,26 % голосов, победа)